# غوشنة زغبية
غوشنة زغبية (الاسم العلمي: Morchella pubescens) هي نوع من الفطريات يتبع جنس الغوشنة من الفصيلة الغوشنية.